# Rajd Wybrzeża Kości Słoniowej 1980
Rajd Wybrzeża Kości Słoniowej 1980 (12. Rallye Côte d’Ivoire) – 12 Rajd Wybrzeża Kości Słoniowej rozgrywany na Wybrzeżu Kości Słoniowej w dniach 9-14 grudnia. Była to dwunasta runda Rajdowych Mistrzostw Świata w roku 1980. Rajd został rozegrany na nawierzchni szutrowej. Bazą rajdu było miasto Abidżan.

## Wyniki końcowe rajdu[1]
| Msc. | Kierowca              | Pilot                | Samochód             | Czas  | Strata | Grupa |
| ---- | --------------------- | -------------------- | -------------------- | ----- | ------ | ----- |
| 1    | Björn Waldegård       | Hans Thorszelius     | Mercedes 500 SLC     | 2:36  | 0.0    | 2     |
| 2.   | Jorge Recalde         | Nestor Straimel      | Mercedes 500 SLC     | 3:47  | +1:13  | 2     |
| 3.   | Alain Ambrosino       | Jean-Robert Bureau   | Peugeot 504 V6 Coupé | 5:17  | +2:41  | 4     |
| 4.   | Samir Assef           | Gilbert Fourcade     | Toyota Celica 2000GT | 5:38  | +3:02  | 4     |
| 5.   | Vic Preston           | Claes Billstam       | Mercedes 500 SLC     | 5:43  | +3:07  | 2     |
| 6.   | Sandro Munari         | Jacques Jaubert      | Fiat 131 Abarth      | 6:16  | +3:40  | 4     |
| 7.   | Per Eklund            | Hans Sylvan          | Toyota Celica 2000GT | 7:55  | +5:19  | 4     |
| 8.   | Jean-Claude Lefèbvre  | Christian Delferrier | Peugeot 504 V6 Coupé | 8:25  | +5:49  | 4     |
| 9.   | Jean-François Vincens | Solange Vincens      | Mitsubishi Lancer    | 12:59 | +10:23 | 2     |
| 10.  | Naguib Saad           | François Dromard     | Datsun 160J          | 14:46 | +12:10 | 2     |

## Klasyfikacja końcowa mistrzostw

### Kierowcy
| Msc. | Kierowca        | Pkt. |
| ---- | --------------- | ---- |
| 1    | Walter Röhrl    | 118  |
| 2    | Hannu Mikkola   | 64   |
| 3    | Björn Waldegård | 63   |
| 4    | Ari Vatanen     | 50   |
| 5    | Anders Kulläng  | 48   |

### Producenci
| Msc. | Producent     | Pkt.      |
| ---- | ------------- | --------- |
| 1    | Fiat          | 120 (131) |
| 2    | Datsun        | 93        |
| 3    | Ford          | 90        |
| 4    | Mercedes-Benz | 79        |
| 5    | Opel          | 71        |